# Iljas Biekbułatow
Iljas Idrisowicz Biekbułatow (ros. Ильяс Идрисович Бекбулатов; ur. 12 sierpnia 1990 roku) – rosyjski, a od 2020 roku uzbecki zapaśnik walczący w stylu wolnym. Złoty medalista mistrzostw Europy w 2017, srebrny w 2018 i brązowy w 2013 roku. Złoty medalista igrzysk europejskich w 2015. Drugi w Pucharze Świata w 2016. Pierwszy na Światowych Igrzyskach Sportów Walki w 2013. Mistrz Rosji w 2015 i trzeci w 2013. Mistrz Azji w 2020 roku.